# Cordulegaster boltonii

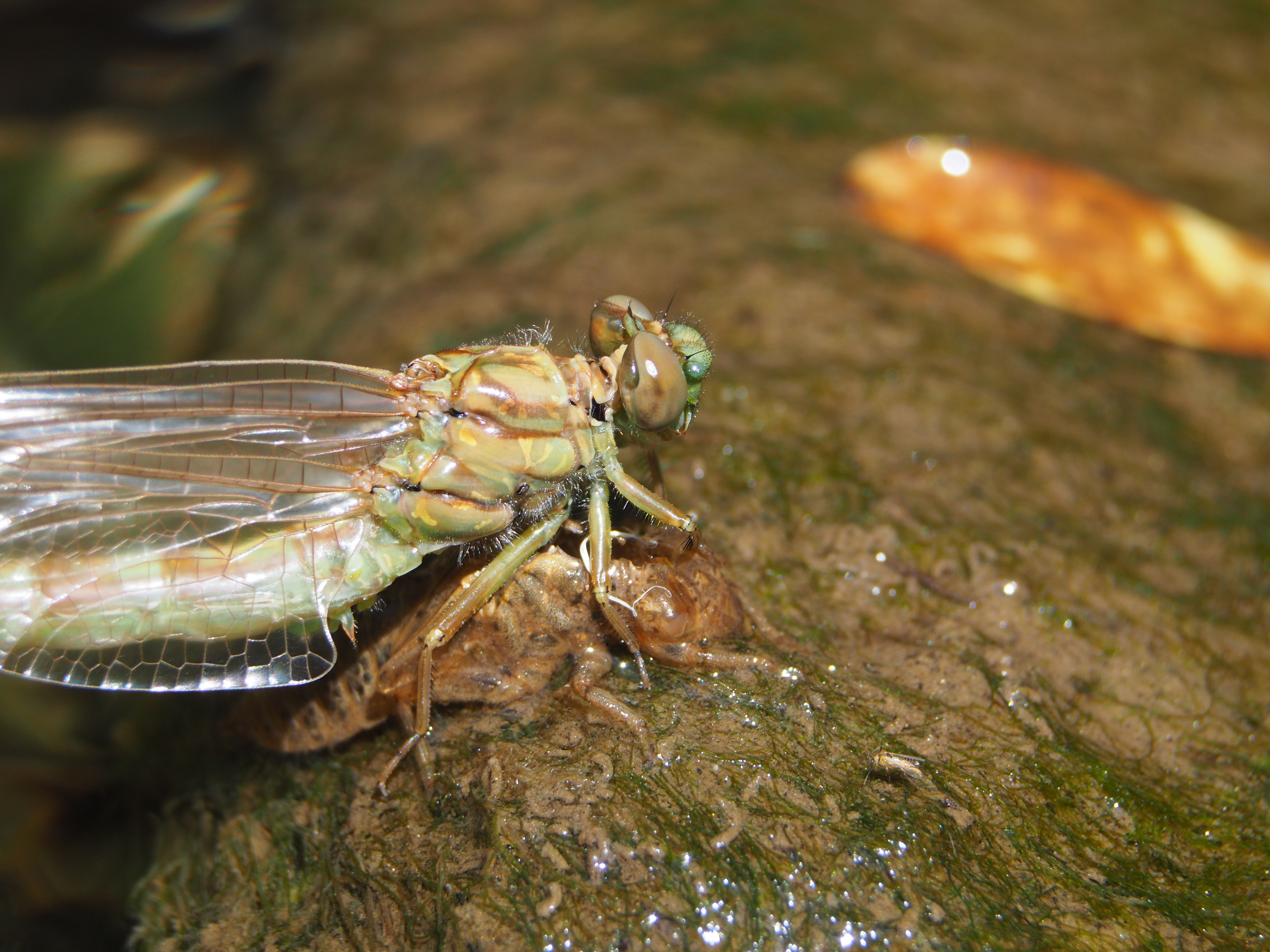
Libélula Tigre recién salida del exoesqueleto

La libélula tigre ( Cordulegaster boltonii) es una especie de insecto odonato anisóptero de la familia Cordulegastridae. Es una gran libélula bastante distribuida por aguas estancadas y riachuelos de Europa y se suele usar como bioindicador de aguas de buena calidad.
Son fácilmente indentificables por sus franjas amarillas y negras. Los machos llegan a medir 74 mm y las hembras 84, contando 101 mm de envergadura alar. La hembra desova en aguas superficiales y al salir las larvas peludas van al fondo donde se camuflan con el limo. Emergen a los 2-5 años. 

## Referencias

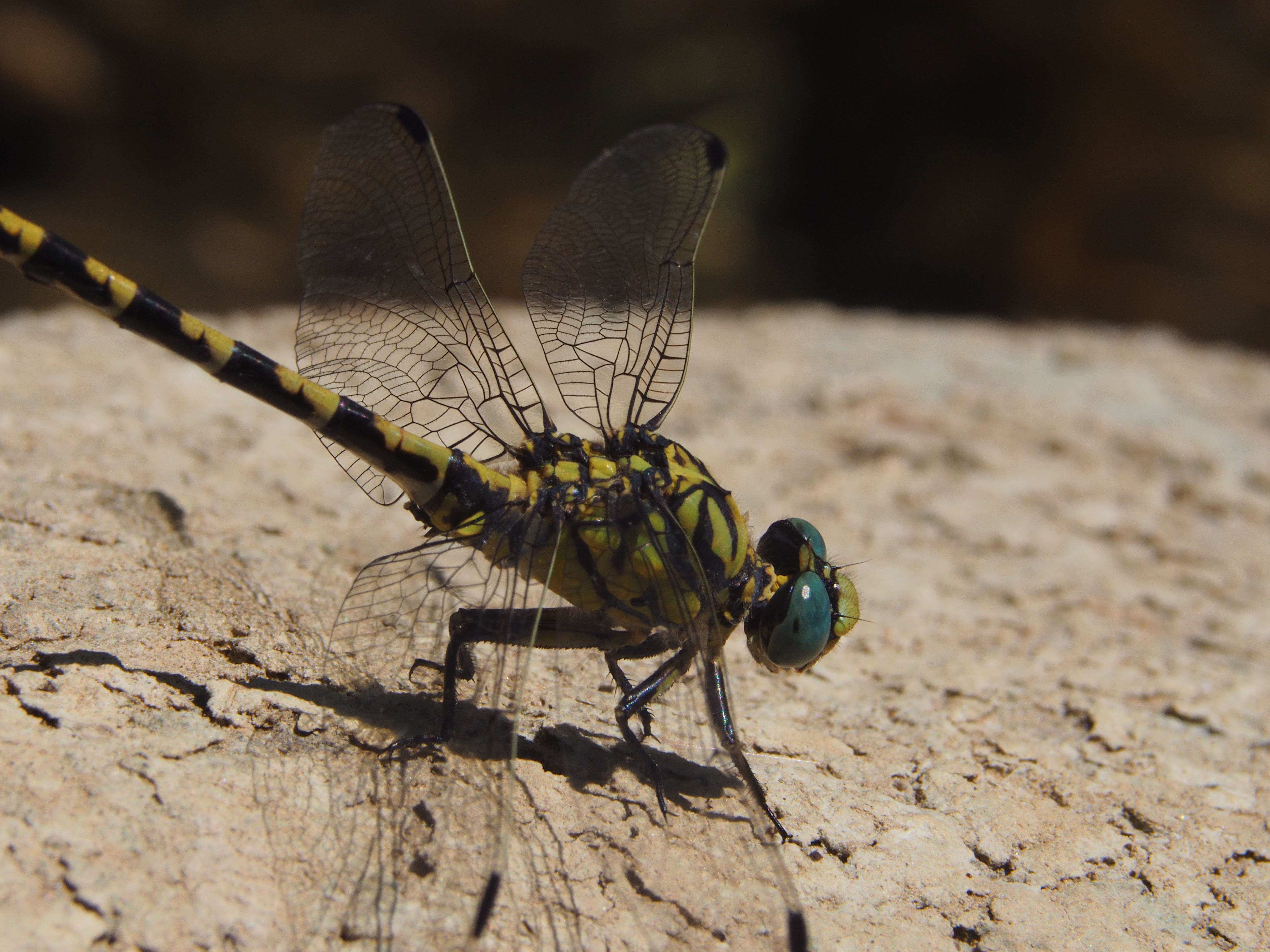
Libélula tigre adulta captada en el rio ter en provincia de Gerona, Catalunya